# Acacia palustris
Acacia palustris là một loài thực vật có hoa trong họ Đậu. Loài này được Luehm. miêu tả khoa học đầu tiên.